# Thương thuật Nhật Bản
Sōjutsu (槍術 (Thương thuật)) là một trường phái của võ thuật Nhật Bản, trong đó các võ sĩ sử dụng thương Yari để chiến đấu.